# Perspectiva curvilínea
La perspectiva curvilínea es una proyección gráfica utilizada para dibujar objetos tridimensionales en superficies bidimensionales. Fue formalmente definida en 1968 por los artistas e historiadores del arte André Barre y Albert Flocon, en el libro "La Perspective curviligne".

## Historia
Como antecedentes, se pueden citar las imágenes (poco precisas desde el punto de vista matemático), elaboradas por el miniaturista Jean Fouquet (1420-1481). Por su parte, se sabe que Leonardo da Vinci (1452-1519) trató sobre las perspectivas de líneas curvas en un cuaderno perdido.
También se pueden encontrar ejemplos de una aproximación a una perspectiva de cinco puntos en el autorretrato del pintor manierista Parmigianino (1503-1540), en el que representó su propia imagen vista mediante un espejo curvo. Otro ejemplo sería el espejo curvo que aparece en el centro del Retrato del matrimonio Arnolfini (1434), obra del pintor Jan van Eyck (1390-1441).
|  |  |  |

El libro "Vanishing Point: Perspective for Comics from the Ground Up" (Punto de fuga: Perspectiva para los cómics desde cero), de Jason Cheeseman-Meyer, explica cómo realizar perspectivas con cuatro y cinco puntos de fuga.
En 1959, Albert Flocon había adquirido una copia de Grafiek en tekeningen, una obra de M. C. Escher que lo impresionó fuertemente por su uso de la perspectiva curvilínea y plegada, lo que influyó en la teoría que Flocon y Barre estaban desarrollando. Comenzaron una larga correspondencia, en la que Escher llamó a Flocon un "espíritu afín".

## Horizonte y puntos de fuga

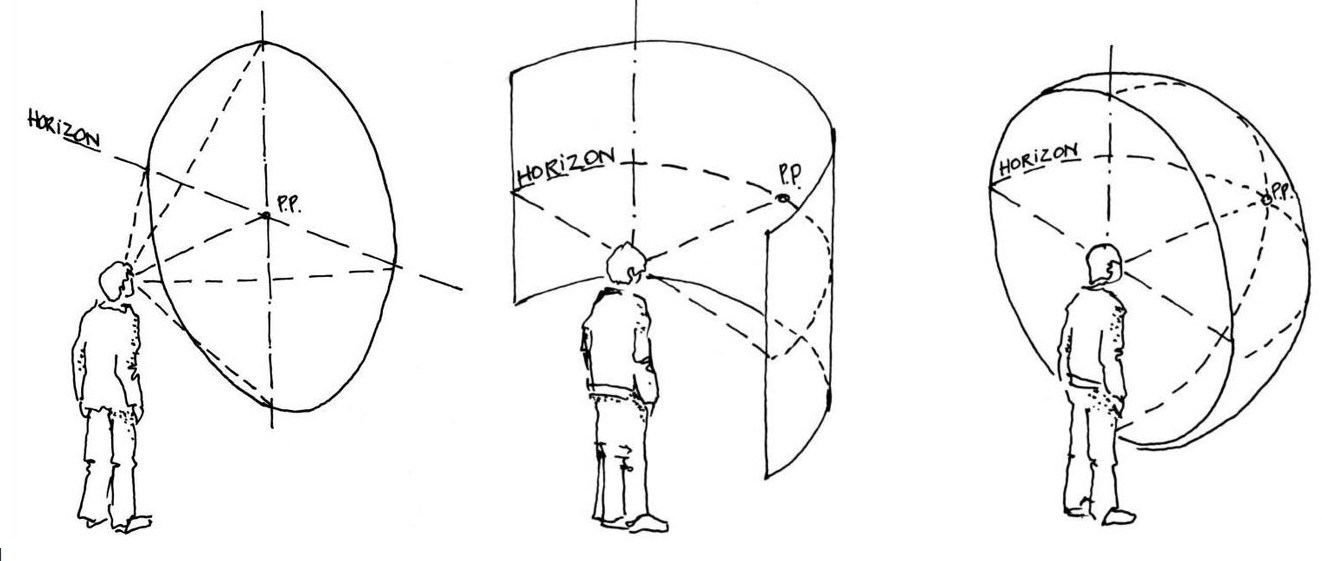
Perspectivas cónica (con 1, 2 o 3 puntos de fuga), cilíndrica (con 4) y esférica (con 5 o 6)

Cuando se dibuja manualmente una perspectiva curvilínea, el sistema consiste en utilizar una rejilla de líneas de perspectiva curvas en lugar de usar las líneas rectas propias de la perspectiva cónica, lo que permite aproximar el dibujo a la imagen formada en la retina del ojo (que es esférica) con mayor precisión que en la perspectiva tradicional, que utiliza líneas rectas y adopta configuraciones extrañamente distorsionadas en los bordes del dibujo.
Se pueden utilizar cuatro, cinco, seis o más puntos de fuga:
- La perspectiva de cuatro puntos de fuga es la que, para ángulos de apertura moderados, posiblemente más se aproxima a la perspectiva contemplada por el ojo humano, mientras que al mismo tiempo es efectiva para crear imágenes de espacios imposibles. Una forma de generar este tipo de perspectivas es utilizar como superficie de proyección un cilindro, en cuyo eje se sitúa el punto de vista. Esta disposición genera cuatro puntos de fuga, localizados por delante, por detrás y a la izquierda y a la derecha del observador. Si se desarrolla el cilindro por una de sus directrices, se puede obtener una perspectiva panorámica que cubre 360° alrededor del espectador. Es el equivalente curvilíneo a una perspectiva cónica convencional con dos puntos de fuga. Esta técnica permite usar una línea vertical como línea del horizonte, creando una vista de gusano y una vista de pájaro simultáneamente. Utiliza cuatro o más puntos igualmente espaciados sobre una línea del horizonte, siendo todas las líneas verticales perpendiculares a la línea del horizonte, mientras que las ortogonales se crean usando un compás sobre las líneas trazadas a través de cada uno de los puntos de fuga separados entre sí en un ángulo de 90 grados.[4]

- En la perspectiva de cinco puntos de fuga (similar a la que proporciona un objetivo ojo de pez), la superficie de proyección utilizada es una semiesfera, en cuyo centro se sitúa el punto de vista. El sistema de representación obtenido de esta forma posee cinco puntos de fuga con respecto al observador (arriba, abajo, izquierda, derecha y al frente).[4]

- La perspectiva de seis puntos de fuga utiliza como superficie de proyección una esfera completa, en cuyo centro se sitúa el punto de vista. El sistema de representación obtenido de esta forma posee seis puntos de fuga con respecto al observador (arriba, abajo, izquierda, derecha, al frente y atrás). La proyección resultante abarca la totalidad del ángulo sólido que rodea al espectador, y equivale a la composición de dos perspectivas de cinco puntos.[4]

## Relación geométrica
|  |  |

Las distancias a y c entre el observador y la pared son mayores que la distancia 'b, por lo que se adopta el principio de que cuando un objeto está a una distancia mayor del observador, se vuelve más pequeño. En consecuencia, la pared se reduce y, por lo tanto, aparece distorsionada en los bordes.

## Base matemática

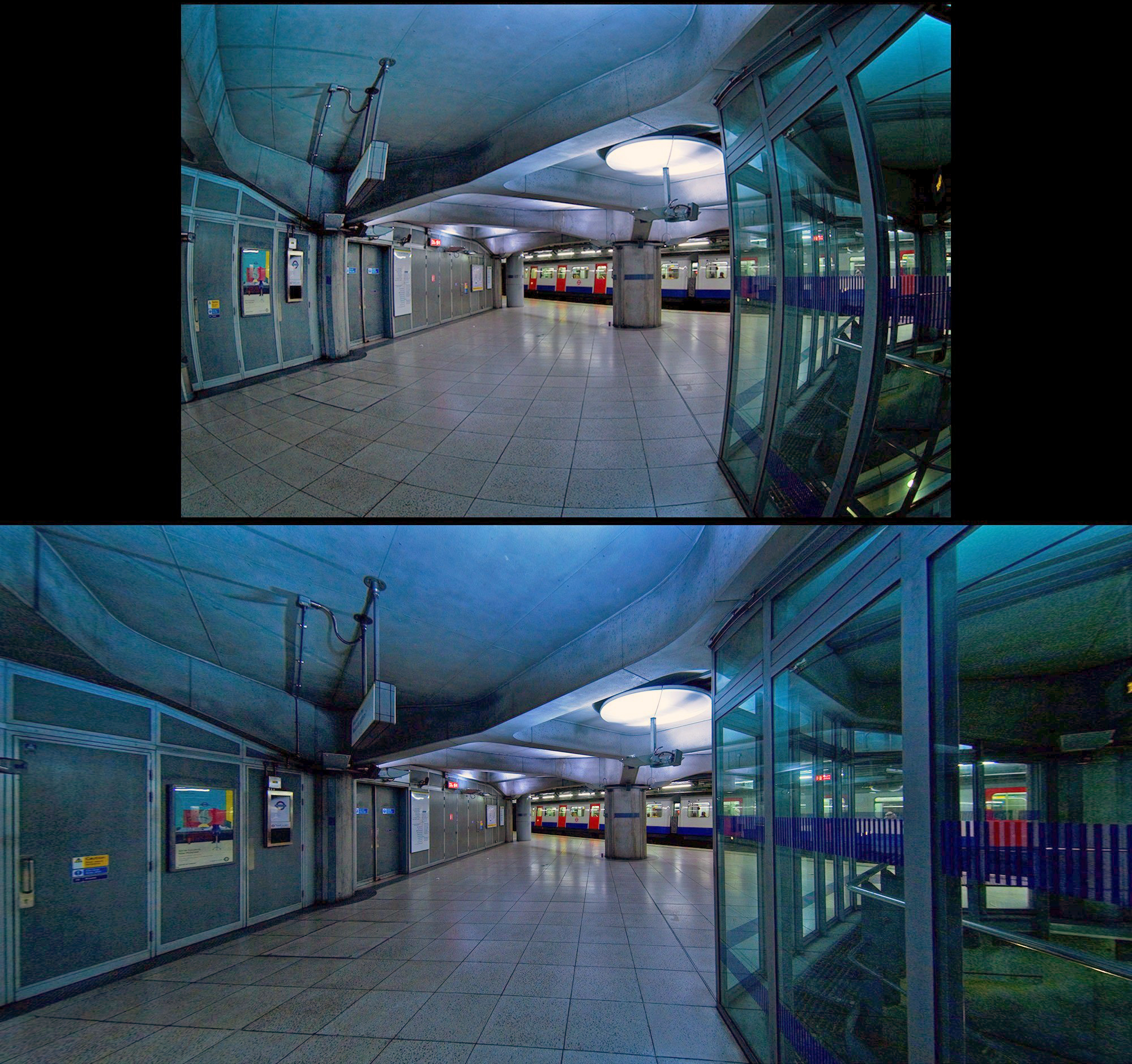
Curvilinealidad en la fotografía: imagen curvilínea (arriba) y rectilínea (abajo). Obsérvese la distorsión en barril típica de un objetivo ojo de pez en la imagen curvilínea. Aunque este ejemplo ha sido corregido a la forma rectilínea por software, los objetivos gran angulares de gran calidad se construyen con corrección óptica rectilínea.

A continuación se describen las operaciones necesarias para obtener la imagen proyectada sobre un plano (el dibujo) de la proyección de un punto sobre una esfera desde su centro, en el que se sitúa el punto de vista:
Si un punto tiene las coordenadas cartesianas tridimensionales (x, y, z), entonces:
{\displaystyle P_{\mathrm {3D} }=(x,y,z)}
Denotando la distancia desde el punto al origen por 
{\displaystyle d={\sqrt {x^{2}+y^{2}+z^{2}}}}
entonces la transformación del punto a un sistema de referencia curvilíneo de radio R es:
{\displaystyle P_{\mathrm {2D} }=\left({\frac {xR}{d}},{\frac {yR}{d}}\right)}
(si d = 0, entonces el punto está en el origen, lo que significa que su proyección no está definida)
Esto se deduce al proyectar primero el punto sobre una esfera de radio R centrada en el origen de coordenadas, de modo que se obtiene una imagen del punto que tiene las coordenadas
{\displaystyle P_{\mathrm {sphere} }=(x,y,z)*\left({\frac {R}{d}}\right)}
y a continuación se efectúa una segunda proyección, paralela al eje z, para representar a su vez la proyección del punto en la esfera ya calculado, sobre el plano del dibujo situado en z = R, obteniendo así
{\displaystyle P_{\mathrm {image} }=\left({\frac {xR}{d}},{\frac {yR}{d}},R\right)}
Como el dibujo descansa sobre el plano z = R, se ignoran las coordenadas z del punto de la imagen, obteniéndose así
{\displaystyle P_{\mathrm {2D} }=\left({\frac {xR}{d}},{\frac {yR}{d}}\right)=R*\left({\frac {x}{\sqrt {x^{2}+y^{2}+z^{2}}}},{\frac {y}{\sqrt {x^{2}+y^{2}+z^{2}}}}\right)}
Como modificar el radio de la esfera {\displaystyle R} equivale a una simple relación de escalado, generalmente se define como la unidad, lo que simplifica aún más la fórmula:
{\displaystyle P_{\mathrm {2D} }=\left({\frac {x}{d}},{\frac {y}{d}}\right)=\left({\frac {x}{\sqrt {x^{2}+y^{2}+z^{2}}}},{\frac {y}{\sqrt {x^{2}+y^{2}+z^{2}}}}\right)}
Una línea que no pasa por el origen se proyecta sobre un círculo máximo de la esfera, que se proyecta como una elipse sobre el plano del dibujo. La elipse tiene la propiedad de que su eje mayor es un diámetro del "círculo delimitador".